# Birgit Hölmer
Birgit Hölmer (* 1967 in Fröndenberg/Ruhr) ist eine deutsche Künstlerin. Sie lebt und arbeitet in Berlin.

## Leben
Birgit Hölmer ist in Fröndenberg an der Ruhr aufgewachsen und studierte von 1990 bis 1995 mit einem Stipendium der Hans-Böckler-Stiftung Grafikdesign an der Fachhochschule Münster.
Von 1994 bis 2000 studierte sie an der Kunstakademie Münster und wurde Meisterschülerin von Timm Ulrichs. 2004–2008 lehrte sie am Brandenburgischen Bildungswerk in Potsdam. Seit 2017 hat Hölmer einen Lehrauftrag für Zeichnen an der Universität der Künste Berlin.

## Ausstellungen (Auswahl)

### Einzelausstellungen
- 2019: fenster in etwas anderes, kuratiert von Ludwig Seyfarth mit Hans Kaiser, Wilhelm-Morgner-Haus Soest
- 2019: Transit, Cut Temporare Transit Uferhallen, Spor Klübü, Berlin
- 2019: Intervention Galerie GUM, Bielefeld
- 2018: Cut entrance Bar Babette X, Bar Babette, Berlin
- 2018: Cut Temporare Haus am Waldsee, Bikini-Haus, Berlin
- 2018: Cut Temporare, Museum der unerhörten Dinge, Berlin
- 2018: Jesper Dyrehauge und Birgit Hölmer Studio im Hochhaus
- 2014: wirklich Galerie GUM (Galerie Gabriele Undine Meyer), Bielefeld
- 2012: der falsche Teppich Stasimuseum Berlin
- 2008: heavy forest Galerie GUM (Galerie Gabriele Undine Meyer), Bielefeld[1]
- 2001: Close/d Galerie Artists Unlimited, Bielefeld
- 2000: Stadtgalerie Börse Coswig, Dresden
- 1998: Moskau 1993 Jahresausstellung der Hans-Böckler-Stiftung, Düsseldorf
- 1998: Einzug.Auszug Kunstverein Siegen, Siegen

### Gruppenausstellungen
- 2019: tu put on paper, Atelierhaus RS20 / Errant Sound Projektraum Berlin, kuratiert von Katja Pudor
- 2019: Alles II, Studio im Hochhaus, Berlin
- 2018: Mouches Volantes, Bar Babette, Berlin (kuratiert)
- 2018: Alles I, Studio im Hochhaus, Berlin
- 2017: The Real Estate Show Extended Berlin, Kunstpunkt Berlin
- 2017: Ausstellung Benefiz Auktion CS Hospiz/, Sotheby’s, Novomatic Forum, Wien
- 2017: Auflage # 2, GUM Bielefeld
- 2017: Time never waits, Galerie im Stadtbad Hagen
- 2016: Giftshop, Bar Babette Berlin
- 2015: Nähe und Distanz II, Cuxhavener Kunstverein, Cuxhaven
- 2015: Die Zeichnung geht weiter, Galerie Poll, Berlin
- 2015: Anonyme Zeichner, Berlin, Rom, Braunschweig, Rüsselsheim
- 2015: You Knew them in the chin …, Spor Klübü, Berlin
- 2015: Die Lichtenberg Norm. A4 quer, Galerie Zwitschermaschine Berlin
- 2014: Lichtenberg Studios, Kulturcafé, Berlin
- 2014: Anonyme Zeichner, Milchhof Berlin
- 2013: Schöne Blätter, Schau Fenster, Berlin
- 2013: Kunst Visite, Universitätsklinikum Benjamin Franklin, Berlin
- 2013: Die Kunst der Intervention II, Lichtenberg-Studios, Ratskeller Lichterberg, Berlin
- 2012: zu Hause LoBe, Berlin
- 2012: Boesner Award, Witten
- 2010: Von Anfang bis Ende, Halle Zehn | Cap Cologne e.V., Köln[2]
- 2007: Wald und andere Täuschungen Galerie Metro, montanaberlin, Berlin[3][4]
- 2002: Kunst im öffentlichen Raum: Brunnenanlage auf dem Platz der Partnerstädte vor dem Rathaus in Bergkamen im Rahmen des Kunstprojekts Ein Ufer für die Kunst
- 2001: Art Frankfurt, Galerie Michael Schlieper, Frankfurt am Main
- 2001: die andere seite Osthaus-Museum Hagen, Hagen
- 1996: Schicht Zeche Zollverein, Essen
- 1996: Große Kunstausstellung NRW Kunstpalast, Düsseldorf

## Auszeichnungen
- 2019: Kunstfonds Bonn
- 2017: residency gibraltar exchange  (mit Shane Dalmedo)
- 2017: Recherchestipendium, Senatsverwaltung Berlin
- 2012: Studio Lichtenberg Berlin
- 2002: Stipendium des Landes NRW Künstlerdorf Schöppingen
- 2001: 1. Preis Kunst am Bau-Projekt Stadt Bergkamen, 2002 realisiert[5][6]
- 1997 bis 1998: Cité Internationale des Arts Paris, Paris
- 1996: Aldegrever Gesellschaft Oslo

## Publikation
- Moskau 1993. Fotos und Zeichnungen. Schüren Verlag, Marburg/Berlin 1993, ISBN 978-3-89472-057-5